# Jodi Holur, Kolar
Jodi Holur là một làng thuộc tehsil Kolar, huyện Kolar, bang Karnataka, Ấn Độ.